# Mikaël Silvestre
Pour les articles homonymes, voir Silvestre.
Mikaël Silvestre, né le 9 août 1977 à Chambray-lès-Tours (Indre-et-Loire), est un joueur et un dirigeant de football français.
Sélectionné en équipe de France à 40 reprises (2 buts) entre 2001 et 2006, il participe notamment à la Coupe du monde de 2006 dont la France atteint la finale.

## Biographie

### Enfance et formation
Mikaël Silvestre grandit à Saint-Pierre-des-Corps dans la banlieue de Tours. Son père, Franck, originaire de Guadeloupe, est footballeur amateur en Indre-et-Loire. Mikaël Silvestre est le cousin germain de Franck Silvestre, autre international français et homonyme de son père. Il commence son parcours à l'Union sportive de Saint-Pierre-des-Corps, avant de rejoindre le centre de formation du Stade rennais.  
Après deux ans et demi dans les équipes de jeunes, il fait ses débuts en équipe première en mars 1996. La saison suivante, il se fait petit à petit une place chez les pros, puis est titulaire sur le côté gauche de la défense durant toute la saison 1997-1998. Pourtant, comme le milieu de terrain Ousmane Dabo qui s’affirme en même temps que lui, Silvestre reste sous contrat stagiaire. Quand le Stade rennais finit par lui proposer un contrat pro en 1998, le joueur et le club ne parviennent pas à se mettre d’accord financièrement, et les menaces des dirigeants rennais finissent par le convaincre de partir. Contournant la réglementation qui les obligent à passer pro dans leur club formateur, Dabo et Silvestre partent en Italie et signent à l’Inter Milan.

### Départ controversé pour l'Inter Milan
Il défraie la chronique en quittant très jeune le Stade rennais, son club formateur, pour l'Inter Milan, sans indemnité, en compagnie de son camarade de promotion Ousmane Dabo. Cet épisode crée un précédent, faisant même jurisprudence devant les tribunaux, le club de Rennes obtenant une compensation financière à défaut du retour des deux joueurs. Il ne reste cependant qu'une seule saison à l'Inter Milan, où il joue 18 matchs de Série A. 
Durant l'été 1999 il dispute des matchs de préparation de l'Inter et comprend vite que Marcello Lippi veut le faire couvrir tout le couloir gauche, un rôle qu'il ne souhaite pas assumer, de plus, le club milanais ne joue pas la Coupe d'Europe et il voit l'arrivée de Georgatos comme concurrent. Après 48 matchs en première division française et 18 de Serie A, Silvestre décide de se remettre en question et de viser encore plus haut. Liverpool et Gérard Houllier se manifestent avec la promesse d'une place de titulaire sur le côté gauche. Mais Manchester United, qui le suit depuis 1997 et le championnat du monde des moins de 20 ans, fait une offre qui ne se refuse pas.

### Neuf ans à Manchester United (1999-2008)
Arrivé juste après le triplé mancunien, Silvestre commence avec Manchester par la meilleure des manières. Il s'engage pour quatre ans et un transfert de 38 MF. Dès le lendemain de sa signature, il joue lors d'une victoire contre Liverpool, à Anfield (3-2). Les Reds lui souriront une nouvelle fois lors de la saison 2004-05. A Old Trafford, Silvestre inscrit un doublé en championnat pour offrir la victoire à United (2-1).
Le 30 novembre 1999, Silvestre lève la Coupe intercontinentale. À 22 ans, celui qui est alors le plus capé des espoirs de Raymond Domenech n'est pas encore international mais déjà champion du monde des clubs. Par la suite, il est utilisé en défense centrale aux côtés de Jaap Stam, qu'il prend comme exemple, et sympathise aussi avec Quinton Fortune. Il fait ses débuts en Ligue des Champions contre les Girondins de Bordeaux, où il est au marquage de son ami Sylvain Wiltord. 
De son arrivée à la saison 2005-06, il dispute entre 30 et 35 matches de championnat par an. La plupart du temps latéral gauche, le Français dépanne aussi parfois dans l'axe, pourtant son poste de prédilection.
Silvestre est titulaire, le plus souvent en tant qu'arrière gauche pendant sept saisons. Souvent blessé lors des deux dernières saisons, il est barré au poste d'arrière gauche par Patrice Évra et au poste de défenseur central par Rio Ferdinand et Nemanja Vidić. Il ne joue plus qu'épisodiquement. Souvent blessé entre 2006 et 2008, son influence baisse et Silvestre finit par perdre sa place. 
Avec les Red Devils, Mikaël Silvestre remporte tous les trophées de sa carrière en club. Il remporte tous les titres possibles en Angleterre : cinq Premier League, une FA Cup (2004), une League Cup et deux Community Shield. Sur le banc lors de la finale, il remporte la Ligue des Champions avec les Red Devils, contre Chelsea, à Moscou. En neuf ans de carrière à Old Trafford, Mikaël Silvestre dispute 361 matches et inscrit 10 buts. C'est le deuxième français le plus capé avec Manchester United, juste derrière Patrice Evra (379 matches), qui l'a remplacé à gauche dès la saison 2006.

### En équipe de France (1996-2006)
De la même génération que Thierry Henry et David Trezeguet, il est avec ces derniers Champion d'Europe Juniors en 1996 avec les moins de 19 ans. Il commence avec les A le 27 février 2001 au Stade de France contre l'Allemagne en remplaçant Marcel Desailly à la 77e minute, pour une victoire 1-0. Il est titulaire pour la première fois le 28 mars de la même année pour une défaite 1-2 contre l'Espagne à Valence. Performant en club, il doit se contenter un long moment de n'être qu'un simple remplaçant en sélection, en grande partie en raison d'une forte concurrence à tous les postes de la défense. Néanmoins, il prend part à la victoire lors de la Coupe des confédérations en 2001 (il joue le match contre le Mexique, gagné 4-0) et à l'échec de la Coupe du monde en 2002 (où il ne dispute aucune minute). 
Après la Coupe du monde et du fait que des joueurs comme Frank Lebœuf, Vincent Candela ou Philippe Christanval ne réapparaissent plus sous le maillot bleu, il gagne du temps de jeu et gagne à nouveau la Coupe des confédérations en 2003 (il joue les matchs contre le Japon, 2-1 et contre la Nouvelle-Zélande, 5-0). Il devient naturellement titulaire avant de disputer l'Euro 2004. Mais ses prestations ne sont pas à la hauteur de son talent : il est fautif lors du premier match contre l'Angleterre dépassé par Frank Lampard puis provoque un penalty, (stoppé par Fabien Barthez), puis un autre contre la Croatie entraînant l'égalisation croate et lors du dernier match du premier tour contre la Suisse sur une erreur de passe. La défense française encaisse cinq buts en quatre matches puis éliminée face à la Grèce, futur vainqueur de la compétition. Après cet Euro 2004, il ne regagnera jamais une place de titulaire, mais fera partie tout de même de la liste des 23 pour la Coupe du monde en 2006.

### Arsenal, Brême, Portland puis l'Inde pour finir (2008-2015)

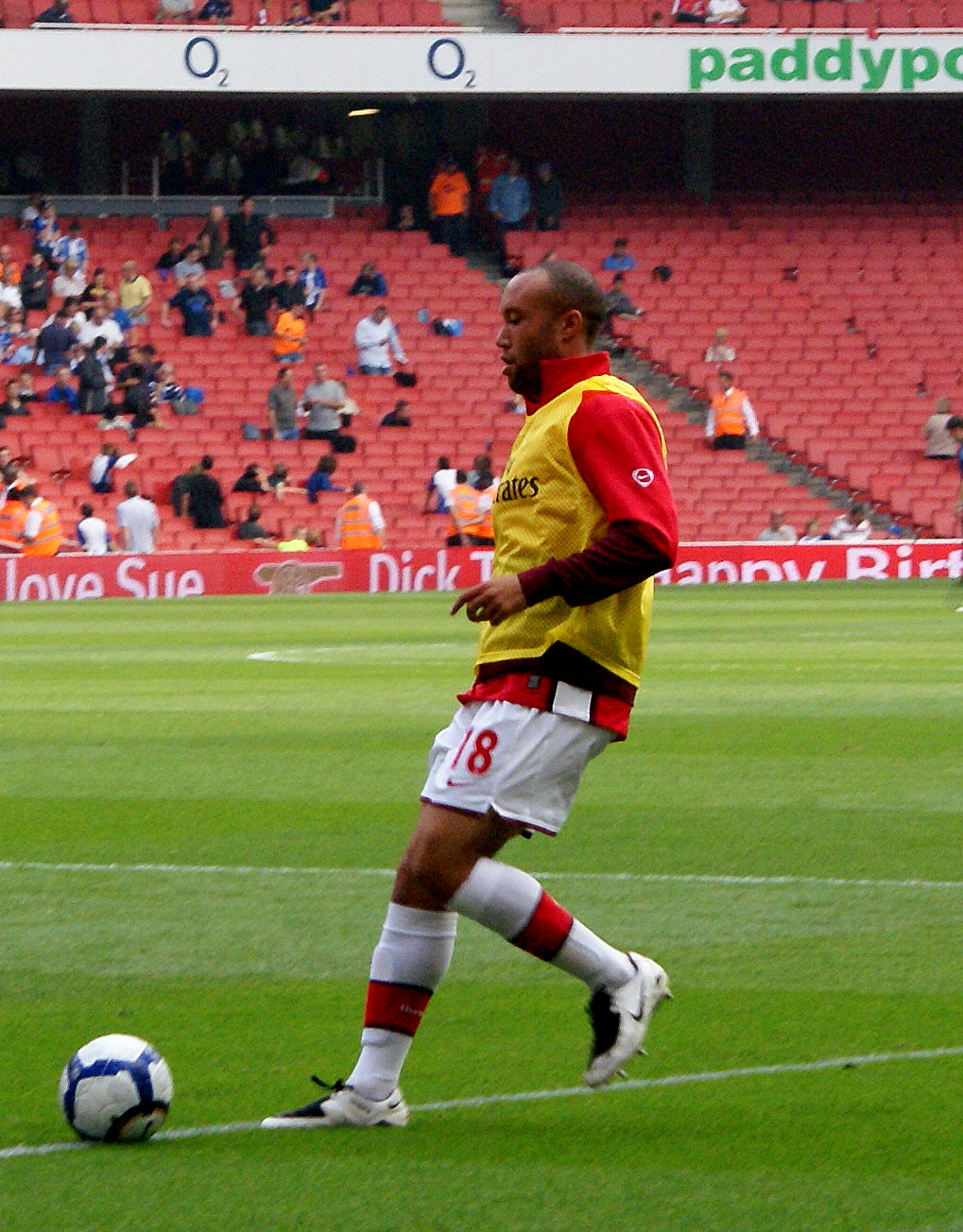
Mikaël Silvestre avec Arsenal en 2009.

Après neuf saisons à Manchester United, Silvestre quitte les Red Devils pour rejoindre les Gunners d'Arsenal FC. En accord avec son entraîneur :Alex Ferguson, il est vendu le 20 août 2008 pour seulement 1,1 million d'euros. Il rejoint alors Arsenal mais, là encore, peine à s’imposer. En juin 2010, après deux saisons sans s'être imposé avec Arsenal, Silvestre est laissé libre.
Le 30 août 2010, Mikaël Silvestre signe un contrat de deux ans en faveur du Werder Brême. Opéré du genou au début juillet de 2011, Silvestre ne fait son retour sur les terrains que le 21 janvier 2012 à l'occasion du match comptant pour la 18e journée de Bundesliga face à Kaiserslautern. Non prolongé par le Werder, Silvestre se retrouve libre de tout contrat le 1er juillet 2012. Au début de septembre, il s'entraine avec son ancien club de Manchester United.
En février 2013, il réalise un essai avec les Timbers de Portland en MLS et s'y engage officiellement le 18 février 2013. Le 28 janvier 2014, Mikaël Silvestre résilie son contrat avec les Timbers de Portland .
Peu après, il signe au Chennaiyin FC en Indian Super League. Il dispute la première édition de l’Indian Super League entre octobre et décembre 2014. Prenant sa retraite sportive à l’issue de cet épisode, Mikaël Silvestre commence sa reconversion par un retour au Stade rennais, en juin 2015.

### Reconversion (2015-2016)
Le 19 juin 2015, il entame sa reconversion en devenant chargé de mission auprès du président du Stade rennais, René Ruello. Il quitte ses fonctions le 22 décembre 2016.

## Style de jeu
Souvent utilisé sur le côté gauche de la défense, le poste de prédilection de Mikael Silvestre est défenseur central. 

## Statistiques
| Saison                | Club                  | Championnat           | Championnat | Championnat | Championnat | Coupe nationale | Coupe nationale | Coupe nationale | Coupe de la Ligue | Coupe de la Ligue | Coupe de la Ligue | Supercoupe | Supercoupe | Supercoupe | Compétition(s) continentale(s) | Compétition(s) continentale(s) | Compétition(s) continentale(s) | Compétition(s) continentale(s) | Autres compétitions | Autres compétitions | Autres compétitions | Autres compétitions | France | France | France | Total | Total | Total |
| Saison                | Club                  | Division              | M.          | B.          | P.d.        | M.              | B.              | P.d.            | M.                | B.                | P.d.              | M.         | B.         | P.d.       | Comp.                          | M.                             | B.                             | P.d.                           | Comp.               | M.                  | B.                  | P.d.                | M.     | B.     | P.d.   | M.    | B.    | P.d.  |
| 1995-1996             | Stade rennais FC      | Division 1            | 1           | 0           | 0           | -               | -               | -               | -                 | -                 | -                 | -          | -          | -          | -                              | -                              | -                              | -                              | -                   | -                   | -                   | -                   | -      | -      | -      | 1     | 0     | 0     |
| 1996-1997             | Stade rennais FC      | Division 1            | 16          | 0           | 0           | -               | -               | -               | 1                 | 0                 | 0                 | -          | -          | -          | -                              | -                              | -                              | -                              | -                   | -                   | -                   | -                   | -      | -      | -      | 17    | 0     | 0     |
| 1997-1998             | Stade rennais FC      | Division 1            | 32          | 0           | 0           | 2               | 0               | 0               | 1                 | 0                 | 0                 | -          | -          | -          | -                              | -                              | -                              | -                              | -                   | -                   | -                   | -                   | -      | -      | -      | 35    | 0     | 0     |
| Sous-total            | Sous-total            | Sous-total            | 49          | 0           | 0           | 2               | 0               | 0               | 2                 | 0                 | 0                 | -          | -          | -          | -                              | -                              | -                              | -                              | -                   | -                   | -                   | -                   | -      | -      | -      | 53    | 0     | 0     |
| 1998-1999             | Inter Milan           | Serie A               | 20          | 1           | 0           | 5               | 0               | 0               | -                 | -                 | -                 | -          | -          | -          | C1                             | 6                              | 0                              | 0                              | -                   | -                   | -                   | -                   | -      | -      | -      | 31    | 1     | 0     |
| Sous-total            | Sous-total            | Sous-total            | 20          | 1           | 0           | 5               | 0               | 0               | -                 | -                 | -                 | -          | -          | -          | -                              | 6                              | 0                              | 0                              | -                   | -                   | -                   | -                   | -      | -      | -      | 31    | 1     | 0     |
| 1999-2000             | Manchester United     | Premier League        | 31          | 0           | 0           | -               | -               | -               | -                 | -                 | -                 | -          | -          | -          | C1                             | 4                              | 0                              | 0                              | CI+CMC              | 1+2                 | 0+0                 | 0+0                 | -      | -      | -      | 38    | 0     | 0     |
| 2000-2001             | Manchester United     | Premier League        | 30          | 1           | 2           | 2               | 0               | 0               | -                 | -                 | -                 | 1          | 0          | 0          | C1                             | 14                             | 0                              | 0                              | -                   | -                   | -                   | -                   | 6      | 1      | 1      | 53    | 2     | 3     |
| 2001-2002             | Manchester United     | Premier League        | 35          | 0           | 3           | 2               | 0               | 0               | -                 | -                 | -                 | 1          | 0          | 0          | C1                             | 13                             | 1                              | 2                              | -                   | -                   | -                   | -                   | 5      | 0      | 0      | 56    | 1     | 5     |
| 2002-2003             | Manchester United     | Premier League        | 34          | 1           | 6           | 2               | 0               | 0               | 5                 | 0                 | 0                 | -          | -          | -          | C1                             | 13                             | 0                              | 0                              | -                   | -                   | -                   | -                   | 11     | 1      | 3      | 65    | 2     | 9     |
| 2003-2004             | Manchester United     | Premier League        | 34          | 0           | 2           | 5               | 1               | 0               | -                 | -                 | -                 | 1          | 1          | 0          | C1                             | 6                              | 1                              | 0                              | -                   | -                   | -                   | -                   | 12     | 0      | 0      | 58    | 3     | 2     |
| 2004-2005             | Manchester United     | Premier League        | 35          | 2           | 1           | 4               | 0               | 0               | 2                 | 0                 | 0                 | 1          | 0          | 0          | C1                             | 8                              | 0                              | 0                              | -                   | -                   | -                   | -                   | 2      | 0      | 0      | 52    | 2     | 1     |
| 2005-2006             | Manchester United     | Premier League        | 33          | 1           | 2           | 4               | 0               | 0               | 5                 | 0                 | 0                 | -          | -          | -          | C1                             | 6                              | 0                              | 0                              | -                   | -                   | -                   | -                   | 4      | 0      | 0      | 52    | 1     | 2     |
| 2006-2007             | Manchester United     | Premier League        | 14          | 1           | 0           | 2               | 0               | 0               | 2                 | 0                 | 0                 | -          | -          | -          | C1                             | 3                              | 0                              | 0                              | -                   | -                   | -                   | -                   | -      | -      | -      | 21    | 1     | 0     |
| 2007-2008             | Manchester United     | Premier League        | 3           | 0           | 0           | -               | -               | -               | -                 | -                 | -                 | 1          | 0          | 0          | C1                             | 2                              | 0                              | 0                              | -                   | -                   | -                   | -                   | -      | -      | -      | 6     | 0     | 0     |
| Sous-total            | Sous-total            | Sous-total            | 249         | 6           | 16          | 21              | 1               | 0               | 14                | 0                 | 0                 | 5          | 1          | 0          | -                              | 69                             | 2                              | 2                              | -                   | -                   | -                   | -                   | 40     | 2      | 4      | 398   | 12    | 22    |
| 2008-2009             | Arsenal FC            | Premier League        | 14          | 2           | 1           | 2               | 0               | 0               | 1                 | 0                 | 0                 | -          | -          | -          | C1                             | 6                              | 0                              | 1                              | -                   | -                   | -                   | -                   | -      | -      | -      | 23    | 2     | 2     |
| 2009-2010             | Arsenal FC            | Premier League        | 12          | 1           | 0           | 2               | 0               | 0               | 3                 | 0                 | 0                 | -          | -          | -          | C1                             | 3                              | 0                              | 0                              | -                   | -                   | -                   | -                   | -      | -      | -      | 20    | 1     | 0     |
| Sous-total            | Sous-total            | Sous-total            | 26          | 3           | 1           | 4               | 0               | 0               | 4                 | 0                 | 0                 | -          | -          | -          | -                              | 9                              | 0                              | 1                              | -                   | -                   | -                   | -                   | -      | -      | -      | 43    | 3     | 2     |
| 2010-2011             | Werder Brême          | Bundesliga            | 26          | 1           | 2           | 1               | 0               | 0               | -                 | -                 | -                 | -          | -          | -          | C1                             | 3                              | 0                              | 0                              | -                   | -                   | -                   | -                   | -      | -      | -      | 30    | 1     | 2     |
| 2011-2012             | Werder Brême          | Bundesliga            | 1           | 0           | 0           | -               | -               | -               | -                 | -                 | -                 | -          | -          | -          | -                              | -                              | -                              | -                              | -                   | -                   | -                   | -                   | -      | -      | -      | 1     | 0     | 0     |
| Sous-total            | Sous-total            | Sous-total            | 27          | 1           | 2           | 1               | 0               | 0               | -                 | -                 | -                 | -          | -          | -          | -                              | 3                              | 0                              | 0                              | -                   | -                   | -                   | -                   | -      | -      | -      | 31    | 1     | 2     |
| 2013                  | Portland Timbers      | Major League Soccer   | 8           | 0           | 0           | -               | -               | -               | -                 | -                 | -                 | -          | -          | -          | -                              | -                              | -                              | -                              | -                   | -                   | -                   | -                   | -      | -      | -      | 8     | 0     | 0     |
| Sous-total            | Sous-total            | Sous-total            | 8           | 0           | 0           | -               | -               | -               | -                 | -                 | -                 | -          | -          | -          | -                              | -                              | -                              | -                              | -                   | -                   | -                   | -                   | -      | -      | -      | 8     | 0     | 0     |
| 2014                  | Chennaiyin FC         | Indian Super League   | 14          | 1           | 0           | -               | -               | -               | -                 | -                 | -                 | -          | -          | -          | -                              | -                              | -                              | -                              | -                   | -                   | -                   | -                   | -      | -      | -      | 14    | 1     | 0     |
| Sous-total            | Sous-total            | Sous-total            | 14          | 1           | 0           | -               | -               | -               | -                 | -                 | -                 | -          | -          | -          | -                              | -                              | -                              | -                              | -                   | -                   | -                   | -                   | -      | -      | -      | 14    | 1     | 0     |
| Total sur la carrière | Total sur la carrière | Total sur la carrière | 393         | 12          | 19          | 33              | 1               | 0               | 20                | 0                 | 0                 | 5          | 1          | 0          | -                              | 87                             | 2                              | 2                              | -                   | 3                   | 0                   | 0                   | 40     | 2      | 4      | 581   | 18    | 25    |

## Buts en sélection
| Buts en sélection de Mikaël Silvestre | Buts en sélection de Mikaël Silvestre | Buts en sélection de Mikaël Silvestre | Buts en sélection de Mikaël Silvestre | Buts en sélection de Mikaël Silvestre | Buts en sélection de Mikaël Silvestre | Buts en sélection de Mikaël Silvestre |
| #                                     | Date                                  | Lieu                                  | Adversaire                            | Score                                 | Résultats                             | Compétitions                          |
| ------------------------------------- | ------------------------------------- | ------------------------------------- | ------------------------------------- | ------------------------------------- | ------------------------------------- | ------------------------------------- |
| 1.                                    | 25 avril 2001                         | Stade de France, Saint-Denis          | Portugal                              | 2-0                                   | 4-0                                   | Match amical                          |
| 2.                                    | 21 août 2002                          | Stade du 7-Novembre, Radès            | Tunisie                               | 1-1                                   | 1-1                                   | Match amical                          |

## Palmarès

### En club
- Vainqueur de la Ligue des Champions en 2008 avec Manchester United
- Vainqueur de la Coupe Intercontinentale en 1999 avec Manchester United
- Champion d'Angleterre en 2000, 2001, 2003, 2007 et 2008 avec Manchester United
- Vainqueur de la Coupe d'Angleterre en 2004 avec Manchester United
- Vainqueur de la Coupe de la Ligue anglaise en 2006 avec Manchester United
- Vainqueur du Community Shield en 2003 et 2007 avec Manchester United
- Finaliste du Community Shield en 2000, 2001 et 2004 avec Manchester United

### En équipe de France
- Vainqueur de la Coupe des Confédérations en 2001 et 2003
- Champion d'Europe Juniors en 1996 avec les moins de 19 ans
- Finaliste de la Coupe du Monde en 2006

## Action humanitaire
En partenariat avec l'UNESCO, il inaugure en 2006, juste après la finale de la Coupe du monde, un centre qui porte son nom dans la ville de Kankan en Guinée. Ce centre socio-éducatif, financé par le joueur, offre aux enfants des rues une formation professionnelle.